# カステル・デル・モンテ (ラクイラ県)
カステル・デル・モンテ（イタリア語: Castel del Monte）は、イタリア共和国アブルッツォ州ラクイラ県にある、人口約400人の基礎自治体（コムーネ）。

## 地理

### 位置・広がり

#### 隣接コムーネ
隣接するコムーネは以下の通り。括弧内のTEはテーラモ県、PEはペスカーラ県所属を示す。
- アルシータ (TE)
- カラーショ
- カステッリ (TE)
- ファリンドラ (PE)
- オフェーナ
- ヴィッラ・チェリエーラ (PE)
- ヴィッラ・サンタ・ルチーア・デッリ・アブルッツィ

## 文化・観光
「イタリアの最も美しい村」クラブ加盟コムーネである。